# Kimberley Nixon
Pour les articles homonymes, voir Nixon.
Kimberley Nixon, née à Bristol le 24 septembre 1985, est une actrice anglaise. 

## Biographie
Elle a 6 frères et est la seule fille. Bien que née à Bristol, Kimberley a été élevée au Pays de Galles, où elle a étudié au Royal Welsh College of Music & Drama et a obtenu son diplôme en 2007. Elle est également un ancien membre du Théâtre national de la jeunesse du pays de Galles.
Juste avant qu'elle n'obtienne son diplôme, elle a incarné Sophy Hutton dans Cranford, une série dramatique mettant en vedette de grands noms de la BBC tels que Dame Judi Dench, Imelda Staunton et Simon Woods.

## Filmographie
- 2007 : Cranford (série TV) : Sophy Hutton
- 2008 : Un mariage de rêve : Hilda Whittaker
- 2008 : Wild Child : Kate
- 2008 : Le Journal intime de Georgia Nicolson : Lindsay
- 2009 : CherryBomb : Michelle
- 2010 : Hercule Poirot (série TV, épisode Drame en trois actes) : Egg Lytton Gore
- 2010: Inspecteur Barnaby (série TV, épisode Régime fatal, 13e saison): Nuage
- 2010 : Black Death : Averill
- 2011 : Fresh Meat (série TV) : Josie Jones
- 2012 : Offender  : Elise
- 2013 : Miss Marple (série TV, La folie de Greenshaw (saison 6 épisode 2)) : Louisa Oxley
- 2017 : Outlander : Millie
- 2019 : Meurtres au paradis (série TV, épisode 8.3 : Destination de rêve) : Catrina McVey
- 2024: My Lady Jane : une domestique (saison 1 épisode 2)